# STS-87
STS-87, voluit Space Transportation System-87, was een spaceshuttlemissie van de Columbia. Tijdens de missie werd er wetenschappelijk onderzoek gedaan met de Spartan-module. Het was de eerste keer dat vanuit de Columbia een ruimtewandeling werd uitgevoerd.

## Bemanning
| Positie            | Lancering                       | Landing                         |                                 |
| ------------------ | ------------------------------- | ------------------------------- | ------------------------------- |
| Bevelhebber        | Kevin Kregel 3e ruimtevlucht    | Kevin Kregel 3e ruimtevlucht    |                                 |
| Piloot             | Steven Lindsey 1e ruimtevlucht  | Steven Lindsey 1e ruimtevlucht  |                                 |
| Missiespecialist 1 | Kalpana Chawla 1e ruimtevlucht  | Kalpana Chawla 1e ruimtevlucht  |                                 |
| Missiespecialist 2 | Winston Scott 2e ruimtevlucht   | Winston Scott 2e ruimtevlucht   | Winston Scott 2e ruimtevlucht   |
| Missiespecialist 3 | Takao Doi 1e ruimtevlucht       | Takao Doi 1e ruimtevlucht       | Takao Doi 1e ruimtevlucht       |
| Ladingspecialist 1 | Leonid Kadenjuk 1e ruimtevlucht | Leonid Kadenjuk 1e ruimtevlucht | Leonid Kadenjuk 1e ruimtevlucht |

## Media

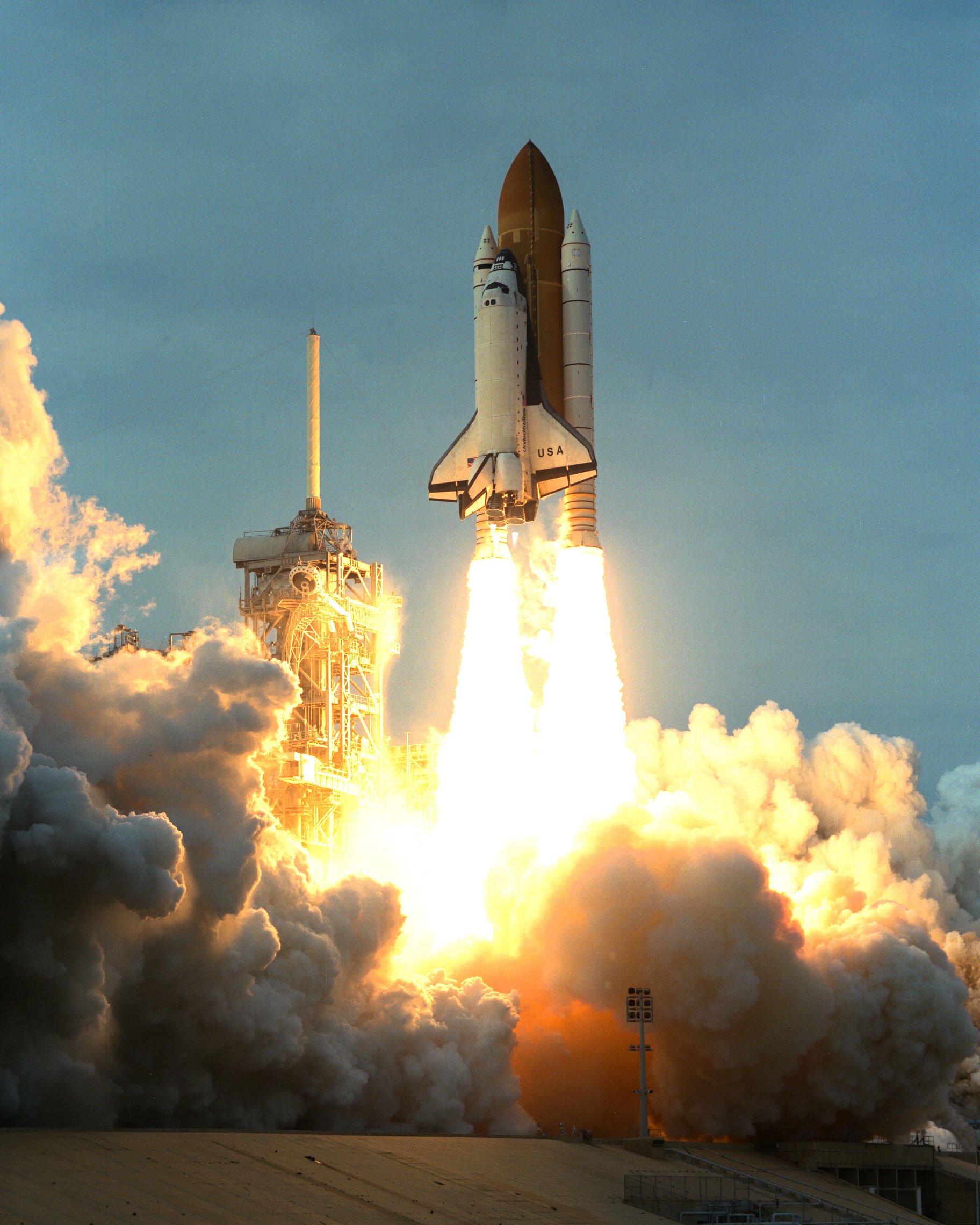
Lancering
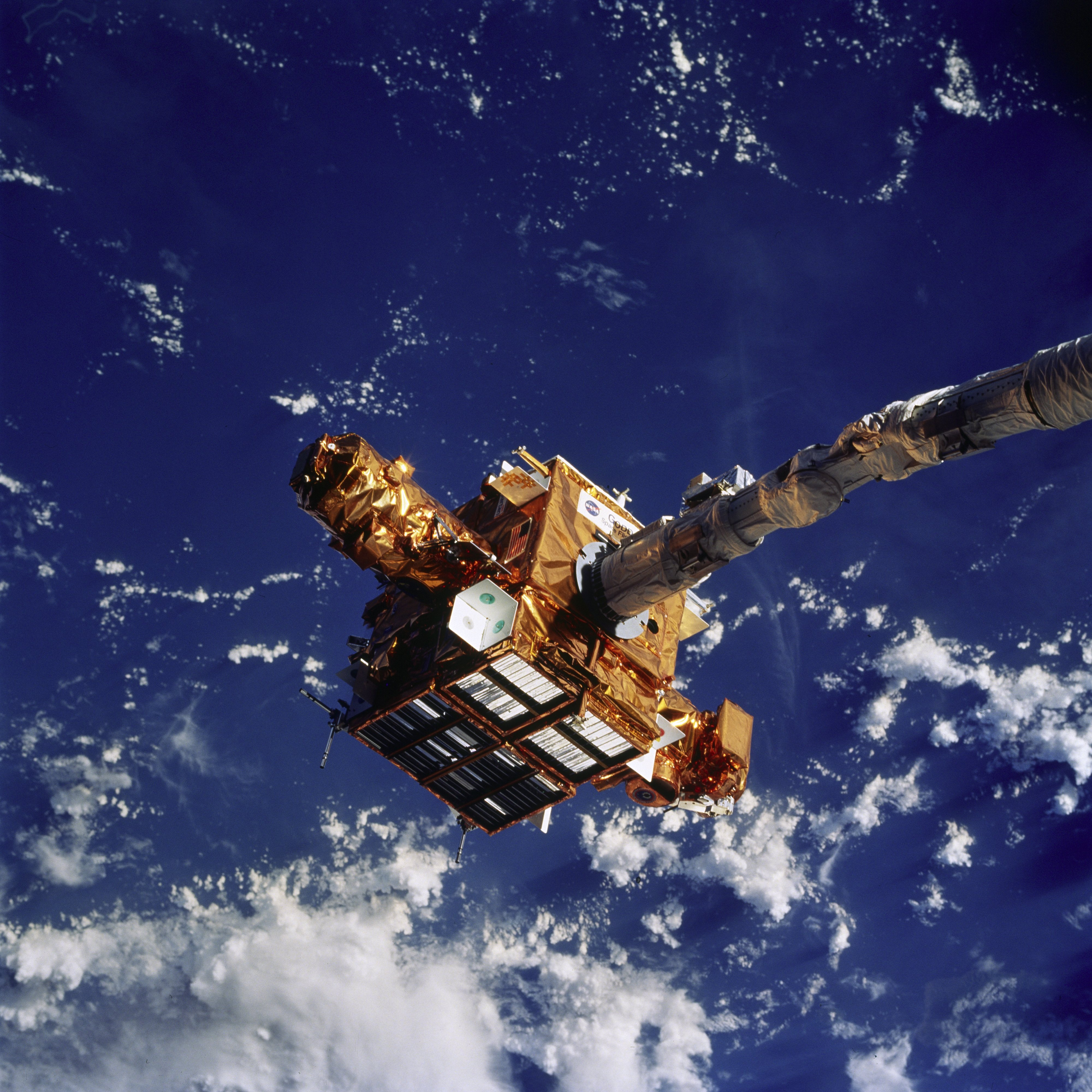
Spartan gekoppeld aan de Columbia